# ピレニアン・マスティフ
ピレニアン・マスティフ（英：Pyrenean Mastiff）は、スペインのピレネー山脈原産のマスティフ犬種のひとつであり、護畜犬種に属する。別名はマスティン・デル・ピリネオ（西:Mastin del Pirineo）、アラゴン・マスティフ（英:Aragon Mastiff）など。
名前はよく似ているが、日本でも知名度の高いグレート・ピレニーズとは別の犬種である。

## 歴史
紀元前1000年頃、フェニキア人が、交易を通じてチベットよりもたらされた、チベタン・マスティフをイベリア半島へ送ったことが、本種の歴史の始まりとされている。このチベタン・マスティフが、現在のスペインのフランスとの国境を成すピレネー山脈に送られ、羊飼いによって地元の犬と交配させられ、作出されたと言われている。
同じくスペイン産出のスパニッシュ・マスティフとは、ルーツとなった犬も同じくチベタン・マスティフであると言われているが、別種であるという説もある。スパニッシュ・マスティフは気温の高い平地に適応するためにコート（体毛）が薄く短くなっていったが、ピレニアン・マスティフは気温の低い山地への適応のため、厚く長い毛を継承した。
スパニッシュマスティフよりも外観が類似するグレート・ピレニーズの原産地は、フランス側のピレネー山脈であり、外見のみならず役割の点でも類似しているが、ルーツなど多くの点で異なっている。
当該種は元来、主に羊を熊や狼から守るための護畜犬としてのほか、羊を季節ごとに別の放牧地へ移動させることの補助にも用いられた。
しかし1940年代になると、ピレネー山脈の狼が絶滅。これと時期を同じくして、放牧の縮小が行われ、用途がほぼ失われる。第二次世界大戦後は、ついに絶滅の危機に陥ったが、1970年代、原産国スペインにて数人の有志による「保存会」が立ち上げられ、徐々に頭数を回復　→　絶滅を回避した。1982年にはFCIに公認犬種として登録され、その後スペイン国外でも飼育が行われるようになる。
現在は主にペットや、時にはショードッグとしても飼育されている。実用犬としての頭数は多くはなくなってしまったが、原産国スペインなどではまだ見ることが出来る。欧州諸国、ロシア、米国（犬種未認定）、カナダ、メキシコ、日本、オーストラリアなどで飼育・繁殖されているが、絶対数は未だ少なく、大変希少な犬種であることに変わりはない。
＜日本における歴史・現状＞
2001年、香川県の繁殖家が牡1頭を輸入し、翌2002年、その個体が国内（JKC）登録第一号犬となる。
続いて同所へ輸入された2姉妹との間にて、翌2003年、国内初の子犬（2胎）が誕生・登録される。
同年、その犬舎は、上記スペイン保存会（略称CMPE）の「日本支部」として承認。
続いて輸入された個体などを交配相手に、国産3世代目までの子犬たちが作出されている。
交配から繁殖（登録）までを一貫して手がけているのは、アジア圏内でもこの日本支部だけであり、近年では2014年に繁殖仔犬の登録がされている。

## 特徴

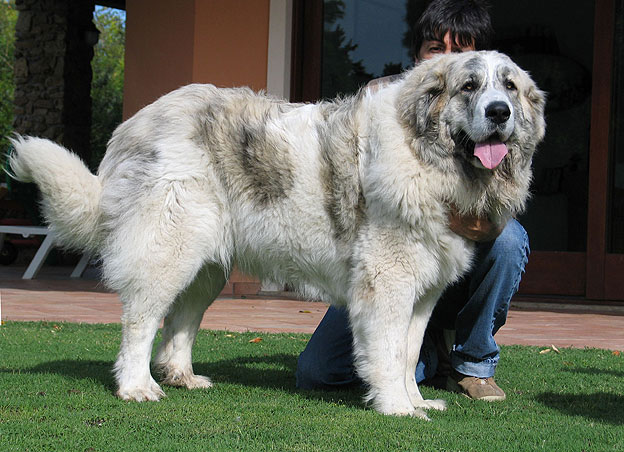

外見のよく似るグレート・ピレニーズとの大きな違いは、こちらの方が頭部が大きくがっしりしていて、毛色は白一色ではなく、必ず有色の斑が入っていることである。ピレニーズにも斑を持つものもあるが、本種のように明瞭で大きいものではない。
筋骨隆々でがっしりとした骨太の体格をしている個体もいる。マズルはセントバーナードほど太く短くはなく、鼻高がなだらかに伸び、繊細な顔立ちである者が評価される。頭部の大きさは、主に牝と牡とで個体差が生じる。顔つきは獰猛ではなく、優しい印象を与える。行動の面でも大抵は獰猛さはないが、ガードドッグと言う本来の役割における自覚は継承されている場合が多い。胸は広めで、脚も超大型犬種らしく太い。耳は垂れ耳、尾はふさふさした垂れ尾。コートは密度のあるロングコートで、防寒性がとても高い。
毛色はピュアホワイトを地として、有色のマスクと共に、身体にグレー、ブラック、ブリンドル、ブラウン、黄金色、砂色（サンド）などのマスクと同色のいずれかが、斑として入っている。地色がピュアホワイトではない個体は、斑との境界が曖昧である場合が多く、スパニッシュマスティフなどとの混血が疑われる。
体高71〜80cm以上、体重55〜75kgの超大型犬で、性格は優しくて従順、温厚であり、主人やその家族に対し忠実である。子供や小犬に対しても優しく接することができる。性格は温厚で優しいが、家族に危機が迫った時には勇敢に立ち向かう。又、家族に甘えるのが好きである。普段はおとなしく、むやみに意味もなく他者を傷つけることはしない。
かかりやすい病気は、大型犬にありがちな股関節形成不全や関節疾患などがあるが、体重の過増加や過度な運動などによる、後天的な要因で発生または悪化する場合も多く、飼育には基本的な注意が必要である。
肥満は心臓疾患や腫瘍、過度な運動は、脚・腰への負担のみならず、胃捻転にもつながりやすい。
世界的にまだ濃密な血縁であることが起因する、脳てんかんの発生率も、克服途上の数字である。
また、原産国と違い、多湿な日本では、やはりマスティフ系にありがちな、夏の熱中症にも充分注意をはらう必要がある。